# شعب جزائري
الجزائريون أو الشعب الجزائري أو الأمة الجزائرية أي سكان أو مواطني الجمهورية الجزائرية الديمقراطية الشعبية، يبلغ عددهم 41،7 مليون نسمة (2017). يشتركون في الثقافة والتاريخ والقومية الجزائرية.

## اسم
جزائريون نسبة للجزائر، والتي حسب ما جاء في المصادر التاريخية فإن بلكين بن زيري مؤسس الدولة الزيرية، حين أسس عاصمته عام 960 أطلق عليها اسم جزائر بني مزغنة نظرا لوجود 4 جزر صغيرة غير بعيد عن ساحل البحر قبالة المدينة. وهو ما أكده الجغرافيون المسلمون مثل ياقوت الحموي والإدريسي.